# 新前橋駅

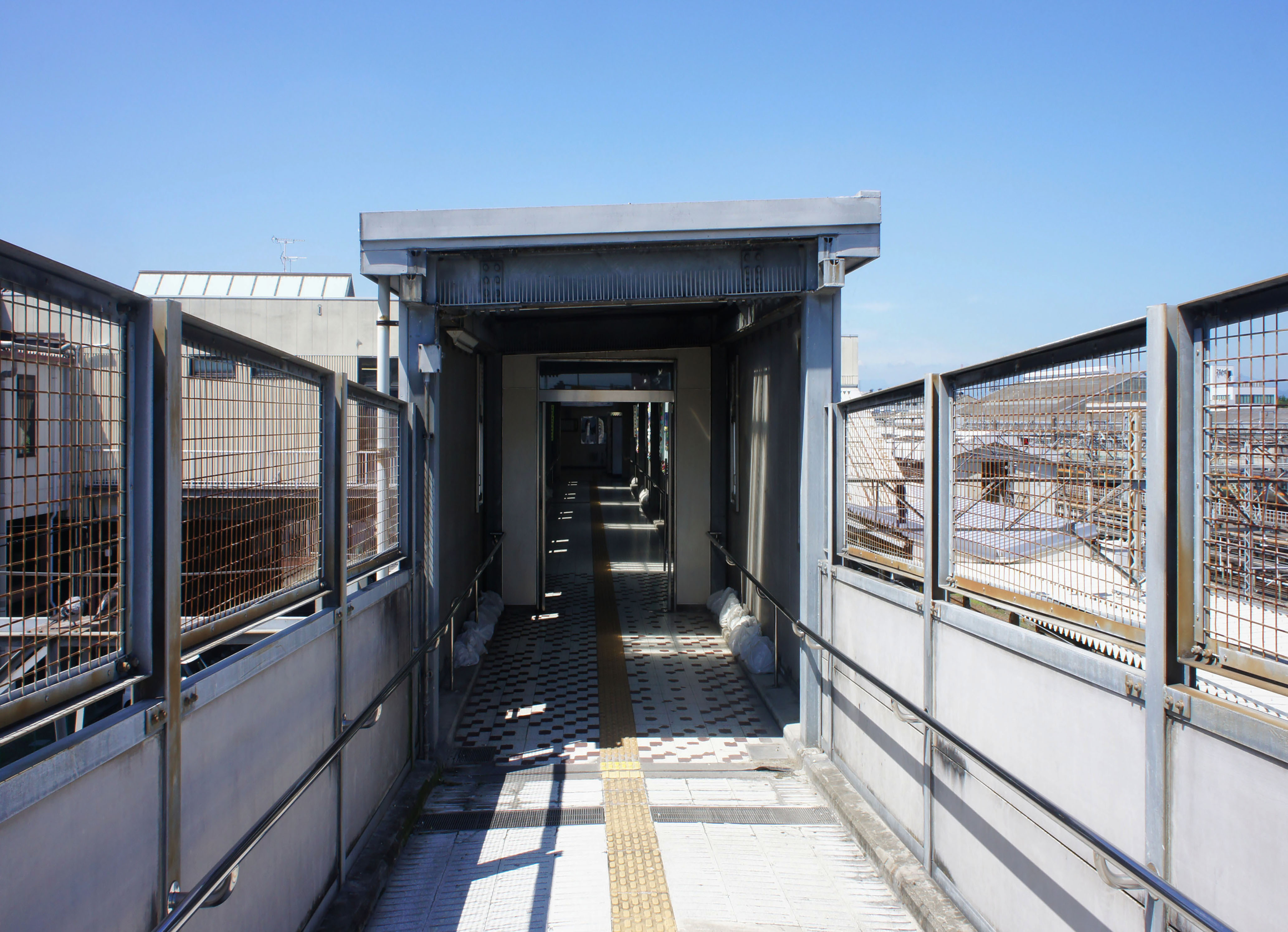
西口（2021年7月）

新前橋駅（しんまえばしえき）は、群馬県前橋市古市町にある、東日本旅客鉄道（JR東日本）の駅である。

## 乗り入れ路線

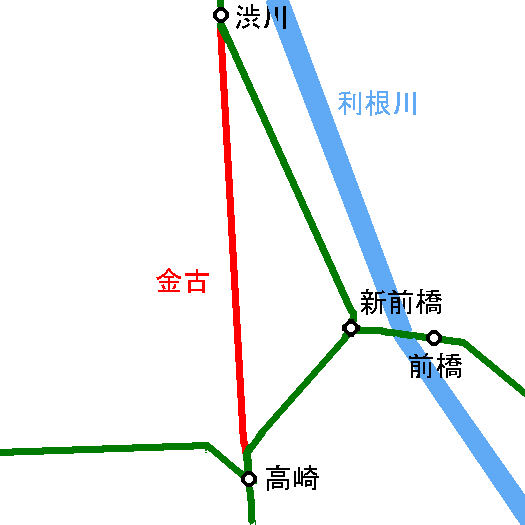
新前橋周辺の路線概略図。赤線が当初計画ルート

上越線を所属線としており、両毛線を含めた2路線が乗り入れている。当駅は線路名称上の両毛線の終点であるが、両毛線の列車はすべて上越線を経由して高崎駅まで乗り入れている。加えて、上越線の渋川駅で分岐する吾妻線の列車もすべて当駅または高崎駅まで乗り入れている。そのため、実用上は3路線4方向の列車が利用できる。2017年（平成29年）3月4日のダイヤ改正より日中の上越線・吾妻線の列車の約半分が当駅止まりとなった。また、高崎方面の列車の中には一部高崎線と直通する列車もある。

## 歴史
当駅付近は1884年（明治17年）8月20日に日本鉄道が鉄道路線を開業（高崎 - 前橋）させたが、この間に途中駅は設置されていなかった。前橋の市街地は利根川東岸であったが、利根川への架橋が困難だったため前橋駅は利根川西岸の内藤分村（現在の前橋市石倉町、当駅より 1km ほど東方）に置かれ、「内藤分ステーション」と通称されていた。1889年（明治22年）12月に利根川架橋が完成し、両毛鉄道が開業させていた現在の前橋駅に日本鉄道が乗り入れるとこの駅は廃止される。これらの路線は後に買収・国有化され両毛線となった。
1916年（大正5年）には帝国議会へ上越線の敷設計画が提案されるが、これは既に開業していた東武高崎線（1953年（昭和28年）廃止）と同様に、高崎からまっすぐ北上し、金古町（現在の高崎市北部、金古町付近）経由で渋川駅に向かうものであった。このルート案は、県庁を前橋市に取られた高崎市の逆恨みによる報復であったとも言われている。これを受けた前橋市は議会に対して経路変更の運動を展開した。利根川を2回渡る必要があるため市の中心部を経由させることは断念したが、現在の前橋市域（当時この地は群馬郡東村であった）を経由するルートへの変更を実現した。このとき両毛線との分岐駅として設置が決定したのが当駅であり、1921年（大正10年）、上越南線（後の上越線）開通とともに両毛線の駅として開業した。
新前橋駅開業当時の様子は、詩人萩原朔太郎の作品『純情小曲集』中の『郷土望景詩』の一編『新前橋駅』にて描写されている。また『郷土望景詩の後に』では、「朝、東京を出でて渋川に行く人は、昼の十二時頃、新前橋の駅を過ぐべし。畠の中に建ちて、そのシグナルも風に吹かれ、荒寥たる田舎の小駅なり。」と表現され、畑の中にぽつんとできた駅であったことがうかがえる。なお開業時は旅客駅であったが、間もなく貨物営業も開始されている。

### 年表
- 1884年（明治17年）8月20日：日本鉄道により当駅付近を経由して高崎 - 前橋間が開通する。
- 1906年（明治39年）11月1日：日本鉄道国有化により、官設鉄道の所属となる。
- 1921年（大正10年）7月1日：鉄道省上越南線が渋川まで開業し、両毛線との分岐駅として当駅を設置する[5]。
- 1923年（大正12年）2月1日：小口扱い貨物を取扱い開始し、一般駅となる[6]。
- 1931年（昭和6年）9月1日：上越南線が上越北線と接続、統合され上越線となる。
- 1949年（昭和24年）6月1日：公共企業体日本国有鉄道が発足し、その所属となる。
- 1957年（昭和32年）12月20日：両毛線の高崎 - 新前橋間が上越線に編入され、当駅も上越線所属駅となる[5]。
- 1959年（昭和34年）4月20日：構内に新前橋電車区を併設する。
- 1983年（昭和58年）
  - 8月19日：橋上駅舎化[7]。この時点では高崎寄りの階段は通行不可であった[7]。
  - 9月10日：高崎寄りの階段が使用開始され、（翌春完成予定だった自由通路を除き）全面供用となる[7]。
- 1986年（昭和61年）3月17日：みどりの窓口営業開始[8]。
- 1987年（昭和62年）4月1日：国鉄分割民営化により、東日本旅客鉄道（JR東日本）と日本貨物鉄道（JR貨物）の駅となる。[5]
- 1995年（平成7年）11月21日：自動改札機を設置し、供用開始[9]。
- 2001年（平成13年）11月18日：ICカード「Suica」の、当駅における使用（高崎・前橋方面）を開始する。
  - 12月19日：JR貨物の駅が廃止され、貨物の取扱いを終了。[10]。
- 2004年（平成16年）10月16日：ICカード「Suica」の、渋川駅までの使用を開始する。
- 2005年（平成17年）12月10日：新前橋電車区が（旧）高崎車両センターと統合され、高崎車両センターが開設される。
- 2011年（平成23年）
  - 3月26日：駅改良工事が終了し、改札内のエスカレータ・エレベータ・多目的トイレの供用を開始する。
  - 9月14日：多機能券売機を設置する。
- 2023年（令和5年）
  - 2月15日：みどりの窓口の営業を終了[11]。
  - 2月16日：話せる指定席券売機を導入[3]。

## 駅構造
島式ホーム2面4線を持つ地上駅で、橋上駅舎を有している。ホームは南西から北東へと延び、東口と西口を持つ。改札口は東口寄りの設置で、西口へはホーム上の自由通路が連絡する。東口にバスターミナルが設置されているほか、西口にもバス乗り場とタクシー乗り場が整備されている。
直営駅（管理駅）で、群馬総社駅を管理下に置く。また当駅は上越線の準運転取扱駅（CTC表示駅）であり、高崎車両センターのも含め入換時を中心に信号制御は信号扱所で行われる。
自動改札機、自動券売機、話せる指定席券売機、クレジットカード専用指定席券売機、ICカードチャージ専用機、ICカード専用グリーン券売機が設置されている。また、改札口と各ホームには発車標が設置されており、話せる指定席券売機の上や改札内に設置されているモニター画面にも発車案内がなされている。自動改札機の一部はSuicaなどのICカード専用である。2015年3月には、列車の運行情報を伝えるモニターが改札内・外に設置された。
エレベーターが東口および西口と改札口の間、改札口と各ホームの間に設置されている。また、各ホームと改札口の間に上下エスカレーターが、東口と改札口の間には上りエスカレーターが設置されている。トイレは改札内と東口にあり、それぞれ多機能トイレも設置されている。
改札外にNewDaysが、東口の1階には飲食店が入居している。東口に存在した駅レンタカーは閉業した。

### のりば
のりばの番号は東側から順に付番されている。両ホームとも待合室が設置されている。なお、当駅で表示されているラインカラーは一部を除いて他の駅と異なり、LED電照式への交換時に本来のカラーのものに改められた箇所もある（上越線が水色、吾妻線が紺色、両毛線がマゼンタで表示されている箇所がある）。
| 番線 | 路線             | 方向 | 行先                             |
| ---- | ---------------- | ---- | -------------------------------- |
| 1・2 | ■ 上越線         | 上り | 高崎・熊谷・東京・新宿・横浜方面 |
| 1・2 | ■ 湘南新宿ライン | 上り | 高崎・熊谷・東京・新宿・横浜方面 |
| 1・2 | ■ 上野東京ライン | 上り | 高崎・熊谷・東京・新宿・横浜方面 |
| 3    | ■ 両毛線         | 下り | 前橋・伊勢崎・桐生・小山方面     |
| 4    | ■ 上越線         | 下り | 渋川・水上方面                   |
| 4    | ■ 吾妻線         | 下り | 中之条・長野原草津口方面         |

（出典：JR東日本:駅構内図）
- 実際の上り（1・2番線)）の案内標ではラインカラーの区別や路線別に分けた表記はせず、■水色を用いて方向別に一括して表記している。
- 上りホームについて、基本的に1番線は両毛線からの列車、2番線は上越線からの列車が発着する。
  - 当駅始発高崎方面の列車は高崎車両センターより出庫し、1・2番線どちらからも発車する。
  - 通常ダイヤでの渋川方面から（上越線水上発・吾妻線発）の当駅止まりの列車は2番線に到着し、客を降ろした後に引き上げ線へ入る。なお、大幅にダイヤが乱れた場合、両毛線も含めた各線上り列車が当駅で運転を打ち切り、そのまま下り方面へ折り返すこともある。さらに稀なケースで、高崎方面から来た列車が1番線を使って下り方面へ発着することがある（下り本線から1番線にのみ入線可能）。

- 下りホームについて、表のとおり基本的に3番線は両毛線、4番線は上越線への列車が発着する。
  - ダイヤが乱れた場合や一部の臨時列車は3番線から上越線へ発車することもある。構内の配線上、3番線から上越線下り方面へ出発は可能だが、4番線から両毛線への出発は不可である。
  - 高崎線系統の当駅止まりの列車は3・4番線に到着し、高崎車両センターへ入庫する。当駅で高崎方面へ折り返す運用は通常ダイヤでは存在しない。
  - 2017年（平成29年）3月4日の改正で、渋川方面（上越線水上行き・吾妻線直通）の列車の一部は当駅始発となり、高崎車両センターから出庫し、4番線に入線する。

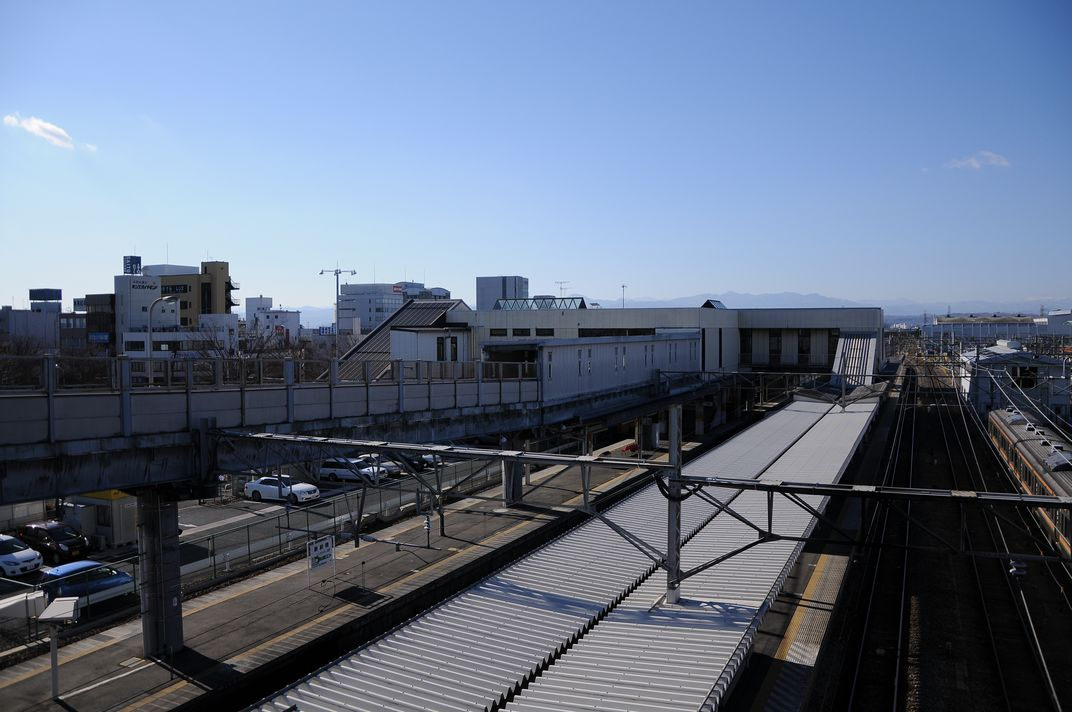
ホーム・橋上駅舎と西口への自由通路（2014年1月）
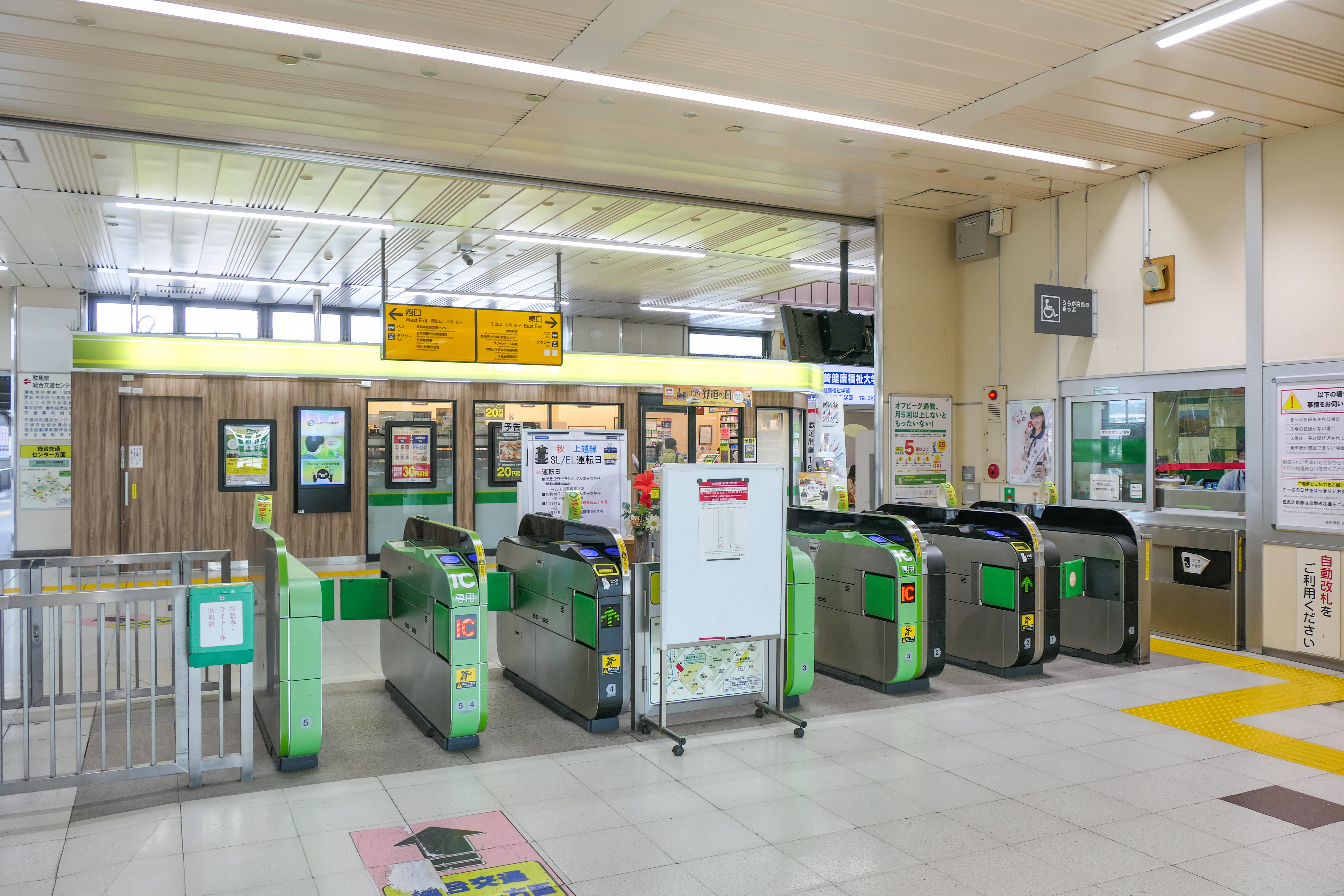
改札口（2022年10月）
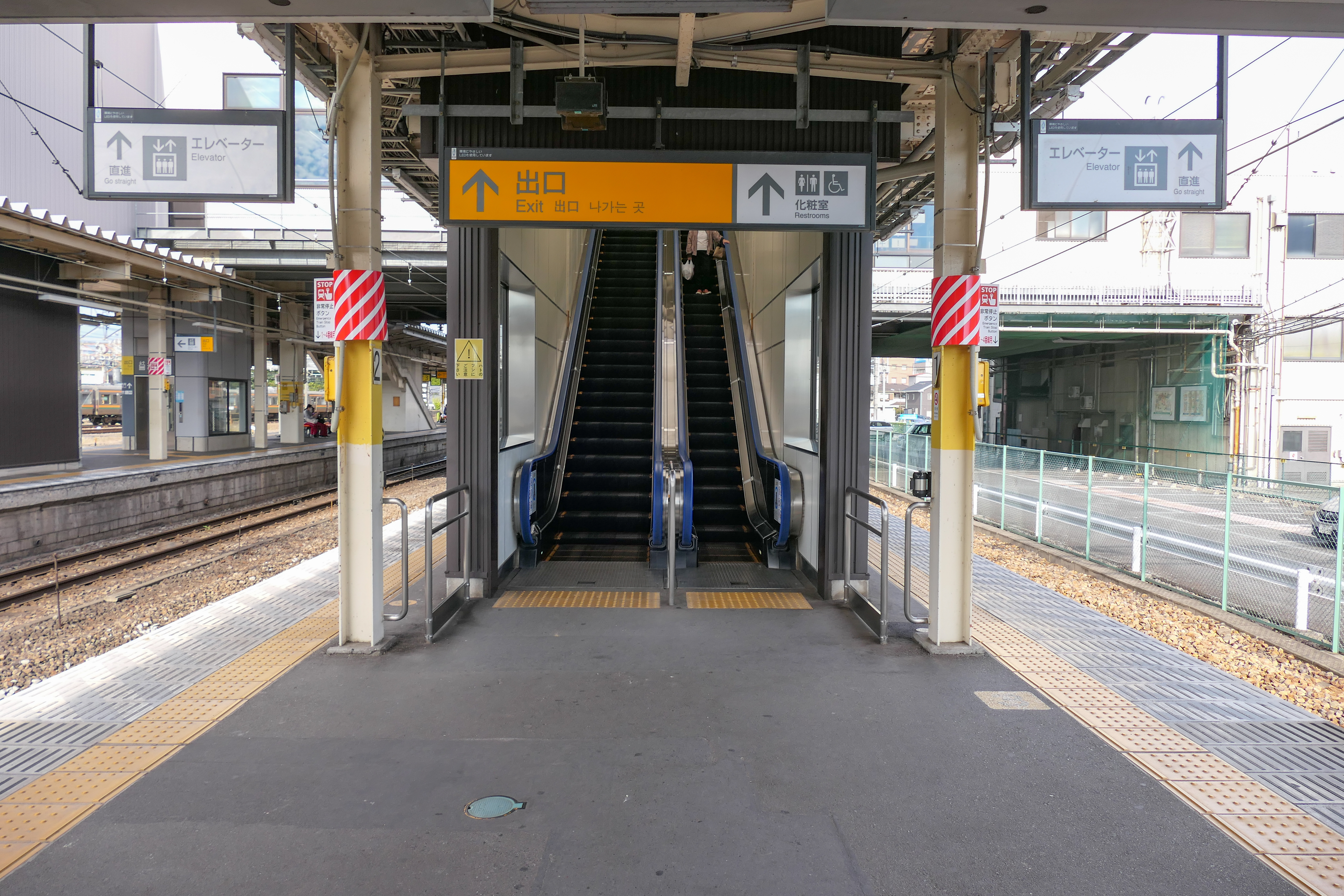
1・2番線ホーム（2022年10月）
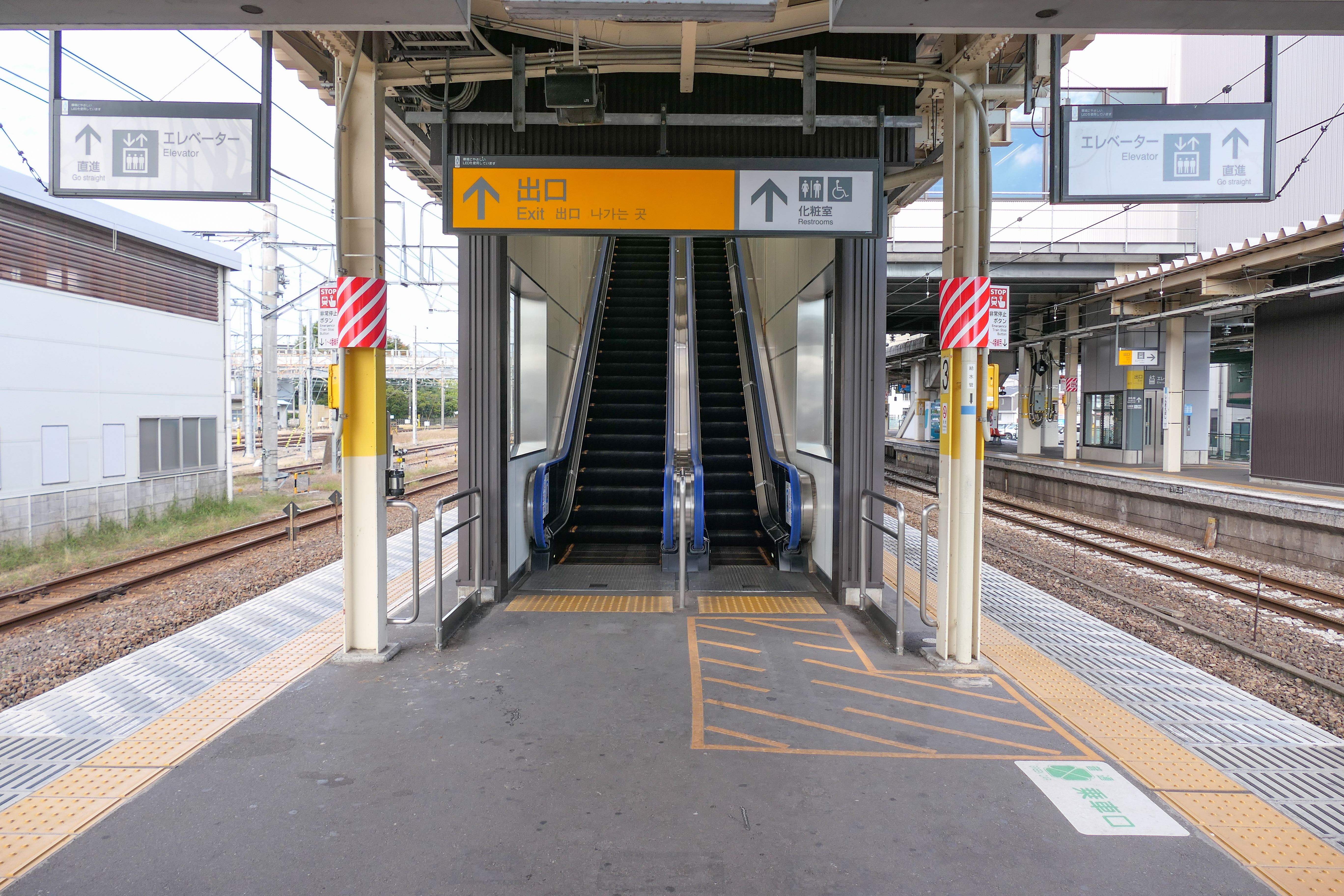
3・4番線ホーム（2022年10月）
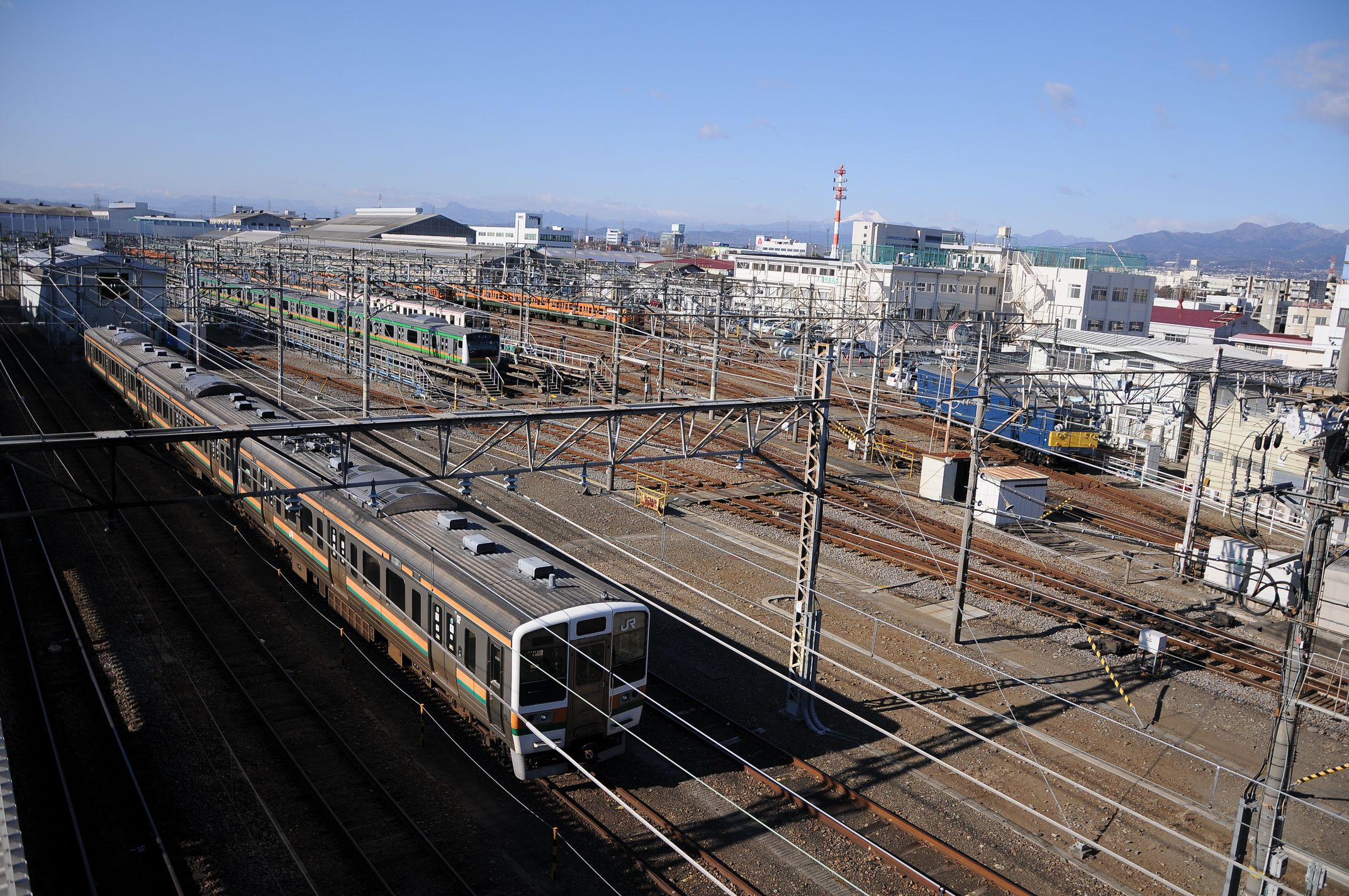
高崎車両センター（旧 新前橋電車区）（2014年1月）

## 列車運行形態
主に高崎駅をターミナルとした上越線・吾妻線・両毛線の普通列車が運行されるほか、高崎方面からの直通列車および特急列車が乗り入れている。構内に高崎車両センター（旧・新前橋電車区）があるため、少数ながら当駅を発着する営業列車も設定されている。かつては併結運転されていた特急「草津」（当時）「水上」や、普通列車の一部が当駅で連結・切り離しを実施していた。なお、日本国有鉄道（国鉄）時代には長らく一般駅であり、車扱貨物を取り扱っていたが、民営化以降は旅客駅となっている。
現在、上越線の普通列車は高崎駅・当駅 - 水上駅間の運転が中心で、これに吾妻線直通列車が加わる。両毛線は当駅を終点としているが、普通列車はすべて高崎駅発着または高崎線直通である。両毛線の列車本数は概ね起点の小山へ向かうにつれ減少する形態となっている。なお、上越線下り方への列車より両毛線へ直通する列車の方が運行頻度は高い。横浜・東京・上野方面からの高崎線（上野東京ライン）、横浜・渋谷・新宿方面からの湘南新宿ラインは一部列車が前橋まで乗り入れるほか、当駅始終着の列車も存在する。湘南新宿ラインの列車は最長で東海道本線小田原駅まで、上野東京ラインの列車は沼津駅まで運行している。
以前は上記の各線列車が高崎駅まで運行され、当駅から高崎駅までは日中でも1時間に5往復前後の列車が運行されていた。しかし、2017年3月4日のダイヤ改正で上越線（吾妻線直通列車も含む）の一部列車が当駅発着となった上、両毛線も減便されたため、主に日中の同区間の本数が減少した。
特急列車は、上野駅 - 長野原草津口駅間の「草津・四万」、上野駅 - 水上駅間の「水上」（臨時列車）が運行している。以前は上野駅・新宿駅 - 前橋駅間の「あかぎ」「スワローあかぎ」（当時）が設定されていたが、2021年3月13日のダイヤ改正で高崎駅-前橋駅間が廃止となった（2017年3月4日のダイヤ改正までは当駅始発の「あかぎ」が設定されていた）。

## 利用状況
JR東日本によると、2023年度（令和5年度）の1日平均乗車人員は5,464人である。
2000年度（平成12年度）以降の推移は以下のとおりである。
| 乗車人員推移       | 乗車人員推移     | 乗車人員推移    |
| 年度               | 1日平均 乗車人員 | 出典            |
| ------------------ | ---------------- | --------------- |
| 2000年（平成12年） | 6,045            | [ 利用客数 2 ]  |
| 2001年（平成13年） | 6,036            | [ 利用客数 3 ]  |
| 2002年（平成14年） | 6,032            | [ 利用客数 4 ]  |
| 2003年（平成15年） | 5,940            | [ 利用客数 5 ]  |
| 2004年（平成16年） | 5,858            | [ 利用客数 6 ]  |
| 2005年（平成17年） | 5,788            | [ 利用客数 7 ]  |
| 2006年（平成18年） | 5,801            | [ 利用客数 8 ]  |
| 2007年（平成19年） | 5,797            | [ 利用客数 9 ]  |
| 2008年（平成20年） | 5,940            | [ 利用客数 10 ] |
| 2009年（平成21年） | 5,928            | [ 利用客数 11 ] |
| 2010年（平成22年） | 5,899            | [ 利用客数 12 ] |
| 2011年（平成23年） | 5,789            | [ 利用客数 13 ] |
| 2012年（平成24年） | 5,877            | [ 利用客数 14 ] |
| 2013年（平成25年） | 6,029            | [ 利用客数 15 ] |
| 2014年（平成26年） | 5,845            | [ 利用客数 16 ] |
| 2015年（平成27年） | 5,970            | [ 利用客数 17 ] |
| 2016年（平成28年） | 6,055            | [ 利用客数 18 ] |
| 2017年（平成29年） | 6,155            | [ 利用客数 19 ] |
| 2018年（平成30年） | 6,237            | [ 利用客数 20 ] |
| 2019年（令和元年） | 6,160            | [ 利用客数 21 ] |
| 2020年（令和02年） | 4,441            | [ 利用客数 22 ] |
| 2021年（令和03年） | 4,804            | [ 利用客数 23 ] |
| 2022年（令和04年） | 5,144            | [ 利用客数 24 ] |
| 2023年（令和05年） | 5,464            | [ 利用客数 1 ]  |

## 駅周辺
前橋市の中心部とは利根川を隔てている。群馬県庁等、市の中心部へは両毛線前橋駅が最寄りだが、当駅から路線バスで行くこともできる。
駅周囲は主に住宅地となっていて、特に東口側は専門学校が、西口側は工場も多い。西口は東口と比べて裏口のような造りになっているが、通行客は少ないわけではなく、交通センター（運転免許試験場）や国道17号は西口側にある。

### 東口
新前橋駅前交差点から東の区間に、県内初の自転車専用レーンが整備されている。
名勝・観光
- 滝川公園
- 萩原朔太郎詩碑『新前橋驛』（東口広場内）

公共施設など
- 群馬県社会福祉総合センター
- 前橋警察署新前橋交番（東口広場内）

主な商業施設など
- ホテル ラシーネ新前橋
- 新前橋ターミナルホテル
- フォレストモール新前橋
  - フレッセイクラシーズ新前橋店
  - ザ・ダイソーフォレストモール新前橋店
- けやきウォーク前橋（路線バス利用）

文教施設
- 前橋育英高等学校
- 育英メディカル専門学校
- 前橋東洋医学専門学校
- 中央カレッジグループ
  - 本部
  - 中央情報経理専門学校前橋キャンパス
  - 中央高等専門学院
  - 中央法科ビジネス専門学校
  - 中央工科デザイン専門学校

主な企業
- 上毛新聞 本社
- カネコ種苗本社
- ヤマト本社
- 関電工群馬支社
- 東建コーポレーション前橋支店

その他
- 前橋石倉郵便局
- わかば病院

### 西口

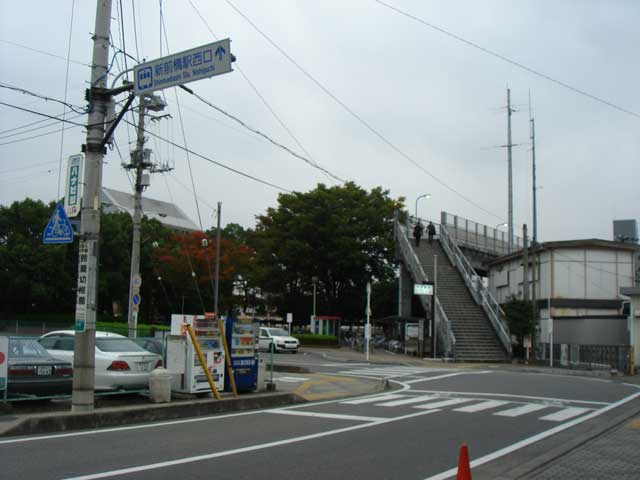
西口は自由通路（横断歩道橋状）の階段となっている。最近エレベーターが設置された。写真左奧（階段の北側）にバスの停留所がある

名勝・観光
- 上野総社神社

公共施設など
- 群馬県総合交通センター
- 群馬県市町村会館
- NHK前橋放送局

主な商業施設など
- アカマル
  - イエローハット前橋インター店
  - ICI石井スポーツ高崎前橋店
  - ジェーソン前橋インターアカマル店

文教施設
- 群馬社会福祉専門学校
- 群馬動物専門学校

主な企業
- 群馬銀行本店
- コシダカホールディングス 本社
- 佐田建設 本社
- 日本精工前橋事業所
- こくみん共済 coop群馬推進本部

その他
- 元総社団地
- 前橋元総社郵便局
- 国道17号高崎前橋バイパス
- 関越自動車道前橋インターチェンジ

## バス路線

### 一般路線バス
「新前橋駅」停留所にて、以下の一般路線バスが発着する。
東口1番線
- 日本中央バス
  - 川曲線：中央前橋駅行き/群馬医療福祉大学前行き
- 永井運輸
  - （マイバス西循環線）：新前橋駅行き
- 前橋競輪場（グリーンドーム前橋）行き　無料シャトルバス

東口2番線
- 群馬中央バス
  - 高崎駅行き（芝塚経由）/前橋駅行き
  - 定期観光バス（富岡製糸場とぐんまフラワーパークコース）
- 上信観光バス
  - 高崎駅行き（京目経由）/前橋駅行き

西口
- 群馬中央バス
  - 前橋駅行き（総社神社・立川町通り経由）

### 高速バス
全て東口2番線で発着する（全便が日本中央バスによる運行）。
- バスタ新宿行・秋葉原駅行・バスターミナル東京八重洲行
- シルクライナー：OCAT行
- 富山駅前・金沢駅東口行

## 隣の駅
※特急および臨時快速の隣の停車駅は、各列車記事を参照。
東日本旅客鉄道（JR東日本）
■上越線・■吾妻線（吾妻線は高崎駅 - 渋川駅間上越線）
- 特急「草津・四万」、臨時快速「SLぐんま みなかみ」停車駅

■普通
井野駅 - 新前橋駅 - 群馬総社駅
■両毛線（当駅 - 高崎駅間は上越線）
前橋駅 - 新前橋駅 - 井野駅

### 記事本文
1. 1 2 3 4  『週刊 JR全駅・全車両基地』 12号 大宮駅・野辺山駅・川原湯温泉駅ほか、朝日新聞出版〈週刊朝日百科〉、2012年10月28日、23頁。
2. 1 2  “駅の情報（新前橋駅）：JR東日本”.   東日本旅客鉄道. 2023年2月27日時点のオリジナルよりアーカイブ。2023年2月27日閲覧。
3. 1 2 3  “JR東日本路線図（関東・甲信越エリア）” (PDF).   東日本旅客鉄道. 2023年1月25日時点のオリジナルよりアーカイブ。2023年1月25日閲覧。
4. 1 2  JR東日本の小冊子「旅もよう 新前橋駅」の記述による。
5. 1 2 3  停車場変遷大事典Ⅱ、450頁
6. ↑  停車場変遷大事典Ⅱ、462頁
7. 1 2 3 4  “新前橋駅橋上化が完成 来月10日 全面使用開始”. 交通新聞 (交通協力会):  p. 1. (1983年8月23日)
8. ↑  「交通新聞」1986年3月13日付　2面
9. ↑  「JR年表」『JR気動車客車編成表 '96年版』ジェー・アール・アール、1996年7月1日、182頁。ISBN 4-88283-117-1。
10. ↑  駅名来歴事典 国鉄・JR・第三セクター編、122頁
11. ↑  “駅の情報（新前橋駅）：JR東日本”.   東日本旅客鉄道. 2023年1月5日時点のオリジナルよりアーカイブ。2023年1月5日閲覧。

### 利用状況
1. 1 2  “各駅の乗車人員（2023年度）”.   東日本旅客鉄道. 2024年7月21日閲覧。
2. ↑  “各駅の乗車人員（2000年度）”.   東日本旅客鉄道. 2019年3月23日閲覧。
3. ↑  “各駅の乗車人員（2001年度）”.   東日本旅客鉄道. 2019年3月23日閲覧。
4. ↑  “各駅の乗車人員（2002年度）”.   東日本旅客鉄道. 2019年3月23日閲覧。
5. ↑  “各駅の乗車人員（2003年度）”.   東日本旅客鉄道. 2019年3月23日閲覧。
6. ↑  “各駅の乗車人員（2004年度）”.   東日本旅客鉄道. 2019年3月23日閲覧。
7. ↑  “各駅の乗車人員（2005年度）”.   東日本旅客鉄道. 2019年3月23日閲覧。
8. ↑  “各駅の乗車人員（2006年度）”.   東日本旅客鉄道. 2019年3月23日閲覧。
9. ↑  “各駅の乗車人員（2007年度）”.   東日本旅客鉄道. 2019年3月23日閲覧。
10. ↑  “各駅の乗車人員（2008年度）”.   東日本旅客鉄道. 2019年3月23日閲覧。
11. ↑  “各駅の乗車人員（2009年度）”.   東日本旅客鉄道. 2019年3月23日閲覧。
12. ↑  “各駅の乗車人員（2010年度）”.   東日本旅客鉄道. 2019年3月23日閲覧。
13. ↑  “各駅の乗車人員（2011年度）”.   東日本旅客鉄道. 2019年3月23日閲覧。
14. ↑  “各駅の乗車人員（2012年度）”.   東日本旅客鉄道. 2019年3月23日閲覧。
15. ↑  “各駅の乗車人員（2013年度）”.   東日本旅客鉄道. 2019年3月23日閲覧。
16. ↑  “各駅の乗車人員（2014年度）”.   東日本旅客鉄道. 2019年3月23日閲覧。
17. ↑  “各駅の乗車人員（2015年度）”.   東日本旅客鉄道. 2019年3月23日閲覧。
18. ↑  “各駅の乗車人員（2016年度）”.   東日本旅客鉄道. 2019年3月23日閲覧。
19. ↑  “各駅の乗車人員（2017年度）”.   東日本旅客鉄道. 2019年7月5日閲覧。
20. ↑  “各駅の乗車人員（2018年度）”.   東日本旅客鉄道. 2019年7月5日閲覧。
21. ↑  “各駅の乗車人員（2019年度）”.   東日本旅客鉄道. 2020年7月12日閲覧。
22. ↑  “各駅の乗車人員（2020年度）”.   東日本旅客鉄道. 2021年7月24日閲覧。
23. ↑  “各駅の乗車人員（2021年度）”.   東日本旅客鉄道. 2022年8月7日閲覧。
24. ↑  “各駅の乗車人員（2022年度）”.   東日本旅客鉄道. 2023年7月9日閲覧。